# Saint-Sever

Saint-Sever este o comună în departamentul Landes din sud-vestul Franței. În 2009 avea o populație de 4.821 de locuitori.

## Evoluția populației
| An        | 1975  | 1982  | 1990  | 1999  | 2006  | 2009  |
| --------- | ----- | ----- | ----- | ----- | ----- | ----- |
| Populație | 4.716 | 4.716 | 4.536 | 4.455 | 4.625 | 4.821 |